# Coenonympha pavonina
Coenonympha pavonina är en fjärilsart som beskrevs av Alphéraky 1888. Coenonympha pavonina ingår i släktet Coenonympha och familjen praktfjärilar. Inga underarter finns listade i Catalogue of Life.